# Marilândia do Sul
Marilândia do Sul este un oraș în Paraná (PR), Brazilia.